# Björstjärnarna
Björstjärnarna är en sjö i Gagnefs kommun i Dalarna och ingår i Norrströms huvudavrinningsområde.